# William Herschel
Ne doit pas être confondu avec William James Herschel.
Pour les articles homonymes, voir Herschel.
William Herschel, né Friedrich Wilhelm Herschel, est un astronome germano-britannique d'origine allemande, né le 15 novembre 1738 à Hanovre et mort le 25 août 1822 à Slough. Il est aussi compositeur de musique.

## Biographie

### Premières années à Hanovre
Herschel passe son enfance à Hanovre, une ville du nord-ouest de l'électorat de Brunswick-Lunebourg ; l'électorat est alors en union personnelle avec la Grande-Bretagne sous le roi George II. Il reçoit une éducation musicale de son père, violoniste et hautboïste. Garde de régiment, et hautboïste militaire, il est appelé avec son frère aîné en Grande-Bretagne en 1756 afin de parer l'invasion française (guerre de Sept Ans). Ils participent à la bataille de Hastenbeck. Horrifié par les tueries auxquelles il vient d'assister, il déserte l'armée et s'installe définitivement en Angleterre.

### Une vie de musicien
Il gagne d'abord sa vie comme copiste musical à Londres, ensuite en tant que professeur de musique, puis comme directeur de la milice de Durham. En 1758, il obtient la direction des concerts d'Édimbourg avant de devenir organiste à Halifax en 1766 et enfin comme organiste à la Chapelle Octogonale de Bath, la célèbre station thermale, l'année suivante. Il demeure au centre de la vie musicale de la ville pendant dix ans, tout en s'intéressant de plus en plus à l'astronomie,.

### L'astronome

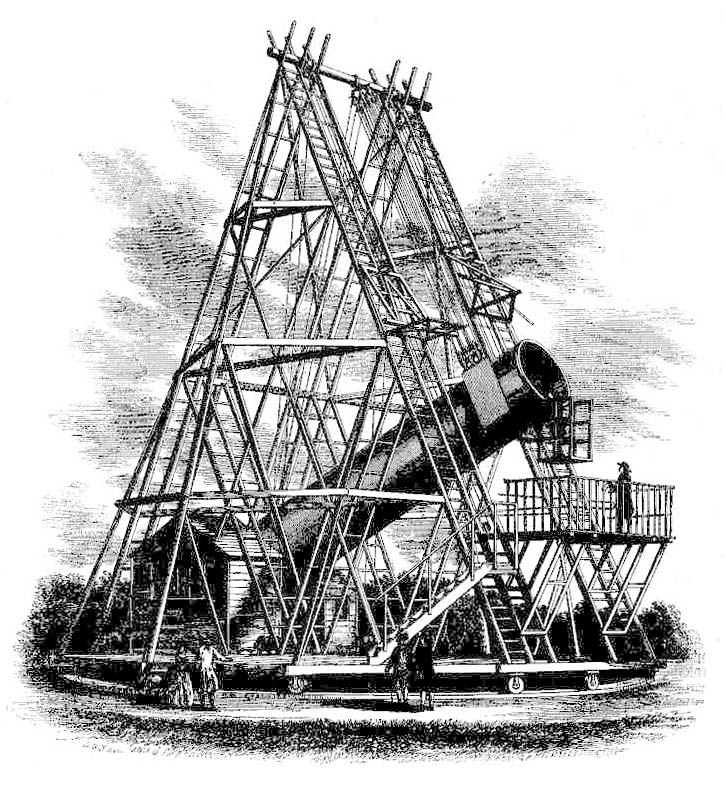
Gravure représentant le télescope de 40 pieds (12 m) de focale et de 48 pouces (122 cm) d'ouverture construit par Herschel. 1789.

#### Découverte d'Uranus
Astronome amateur,, il a le projet de déterminer la forme et les dimensions de l'Univers. Trop pauvre pour s'acheter un instrument astronomique, il construit, après plusieurs essais infructueux, plusieurs grands miroirs concaves en bronze. Cela lui permet de réaliser en 1776 un télescope de sept pieds de distance focale (231 cm) et de 6,2 pouces de diamètre (17 cm) ; l'instrument, qui grossit 227 fois, est achevé en 1778 et placé dans le jardin de sa maison du 19 New King Street à Bath, dans le Somerset en Angleterre.
Dans la nuit du 13 mars 1781, il découvre au cours d'une tentative de détermination de parallaxe stellaire, la planète Uranus, croyant d'abord avoir affaire à une comète ou à un disque stellaire. C'était la première planète découverte depuis l'Antiquité. Après d'autres observations de Herschel, Anders Lexell calcule l'orbite et est d'avis qu'il s'agit probablement d'une planète. Cet objet céleste avait déjà été observé (par John Flamsteed, James Bradley, Tobias Mayer et Pierre Charles Le Monnier, généralement sous le nom de 34 Tauri,) et avait été pris pour une étoile, mais Herschel se range à l'avis de Lexell et, en l'honneur de George III, appelle la nouvelle planète « Georgium sidus » (l'« Astre georgien »). En nommant leur découverte ainsi, William et sa sœur Caroline s'assignaient les titres de « King's Astronomer » et « Assistant to the King's Astronomer », ce qui leur incluait à chacun une pension à vie. Mais le nom du roi anglais ne passe pas en France (on y parle plutôt de la « planète Herschel ») ; puis on finit par se mettre d'accord sur « Uranus ». William est devenu célèbre presque du jour au lendemain.

#### Observations avec Caroline
Aidé de sa sœur Caroline, qui l'a rejoint à Bath en 1772 après la mort de leur père, il devient, grâce aux lunettes et aux télescopes qu'il construit lui-même, un observateur renommé. Caroline va être sa fidèle assistante pendant une grande partie de sa carrière. Le roi George III, passionné d'astronomie, lui offre son soutien, notamment en 1782 en le nommant astronome du roi et lui allouant, afin qu'il puisse se consacrer entièrement à ses recherches scientifiques et astronomiques, un traitement annuel de 200 livres — salaire bien modeste pour l'époque ; Caroline reçoit pour sa part 50 livres, devenant la première femme rétribuée pour du travail scientifique.
En 1783, il détecte le mouvement du Soleil vers un point de la constellation d'Hercule qu'il nomme l'apex. En 1784, il attribue à la météorologie certains changements observés à la surface de Mars et suppose, le premier, que cette planète a une atmosphère.
Entre 1785 et 1789, le frère et la sœur construisent le célèbre télescope de 40 pieds ; il ne sera toutefois pas à la hauteur des espérances,.
En 1787, il découvre deux satellites d'Uranus, Obéron et Titania, le 11 janvier, et monte son télescope de 6 m de focale (20 pieds). En 1789, il découvre les calottes polaires de Mars et les satellites Mimas et Encelade de Saturne.

#### Des volcans sur la Lune?
Pendant la nuit du 19 avril 1787, Herschel observe un phénomène lunaire transitoire : il remarque trois taches rougeoyantes sur la partie non éclairée de la Lune. Il informe le roi et quelques astronomes de ses observations. Herschel attribue le phénomène à des éruptions de volcans et perçoit la luminosité du point le plus brillant comme supérieure à celle d'une comète découverte le 10 avril. Ses observations coïncident avec la survenue d'une aurore boréale au-dessus de la ville italienne de Padoue. L'activité d'une aurore boréale aussi au sud du cercle Arctique est très rare. Le spectacle de Padoue et l'observation de Herschel se produisent peu avant que le nombre de taches solaires n'atteigne un pic en mai 1787.

#### Travaux de la maturité
En 1785, il propose un modèle d'univers lenticulaire (il semble avoir eu l'intuition de nébuleuses extragalactiques) grâce à un dénombrement des étoiles dans le ciel. Ce modèle est une approximation grossière du modèle contemporain de la Voie lactée. Herschel fait alors un travail de cosmologiste ; le mot de « cosmologie » n'est toutefois pas de lui (il parle de la « construction des cieux »).
En 1789, il construit un télescope de 12 m de long et de 1,22 m d'ouverture.
C'est lui qui, en 1800, découvre les « rayons calorifiques », que nous appelons aujourd'hui rayonnement infrarouge.
En 1802, il montre qu'il y a des étoiles binaires. Il en publie plusieurs catalogues (1782, 1785). Ses catalogues de nébuleuses sont de 1786, 1789 et 1802.

## Famille
Plusieurs membres de la famille de William Herschel se sont aussi illustrés dans les sciences :
- Caroline Herschel, sa sœur et collaboratrice ;
- son fils unique, John Herschel, astronome ; il a nommé plusieurs des objets célestes découverts par son père ;
- un petit-fils, William James Herschel, le premier à utiliser les empreintes digitales à des fins d'identification ;
- un autre petit-fils, Alexander Stewart Herschel, astronome.

## Contributions (liste partielle)

### Astronomie

#### Textes
- Œuvres sur Wikisource (voir plus bas)
- Articles et lettres publiés dans les Philosophical Transactions et disponibles en ligne (70 éléments[29])
- John Louis Emil Dreyer (dir.), The scientific papers of Sir William Herschel, The Royal Society and The Royal Astronomical Society, 1912 (avec des inédits) : vol. 1, 781 p. ; vol. 2, 758 p.

#### Instruments

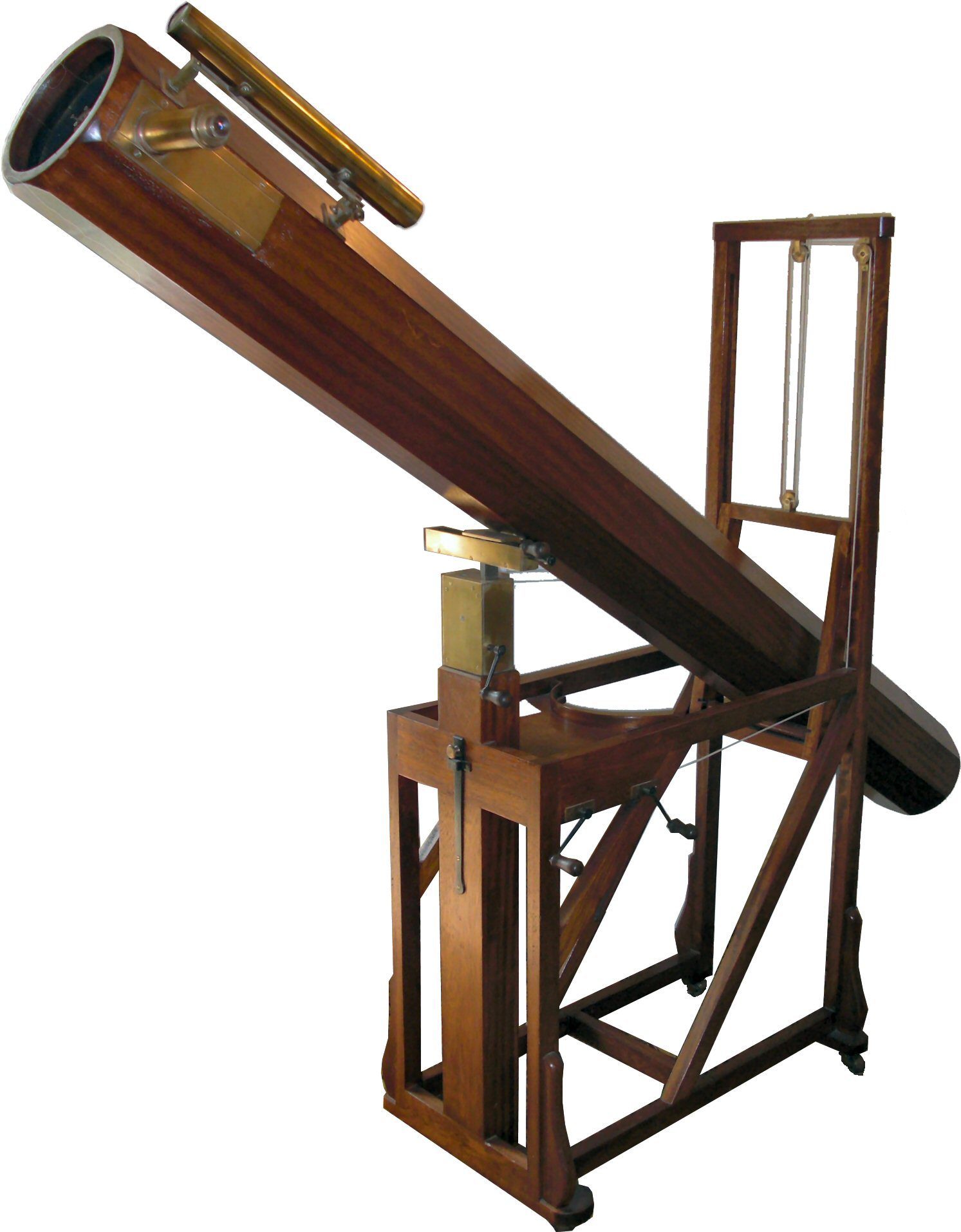
Télescope de sept pieds. Reconstruction d'un télescope semblable à celui qui servit à la découverte d'Uranus. Musée d'astronomie Herschel, Bath.
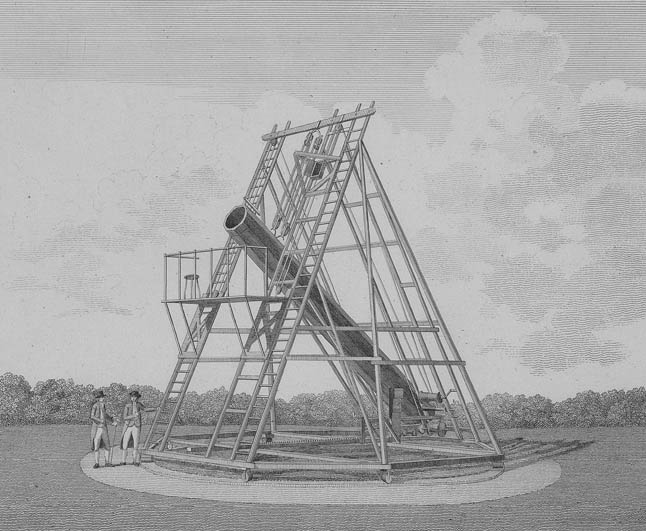
Télescope de 20 pieds (6 m). 1787.
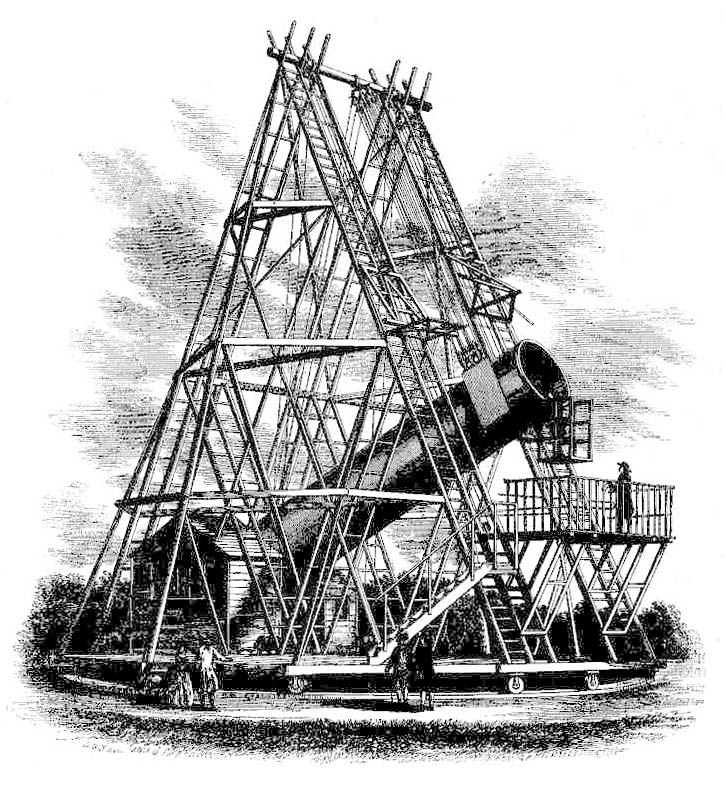
Télescope de 40 pieds (12 m) de focale et de 48 pouces (122 cm) d'ouverture. 1789[18],
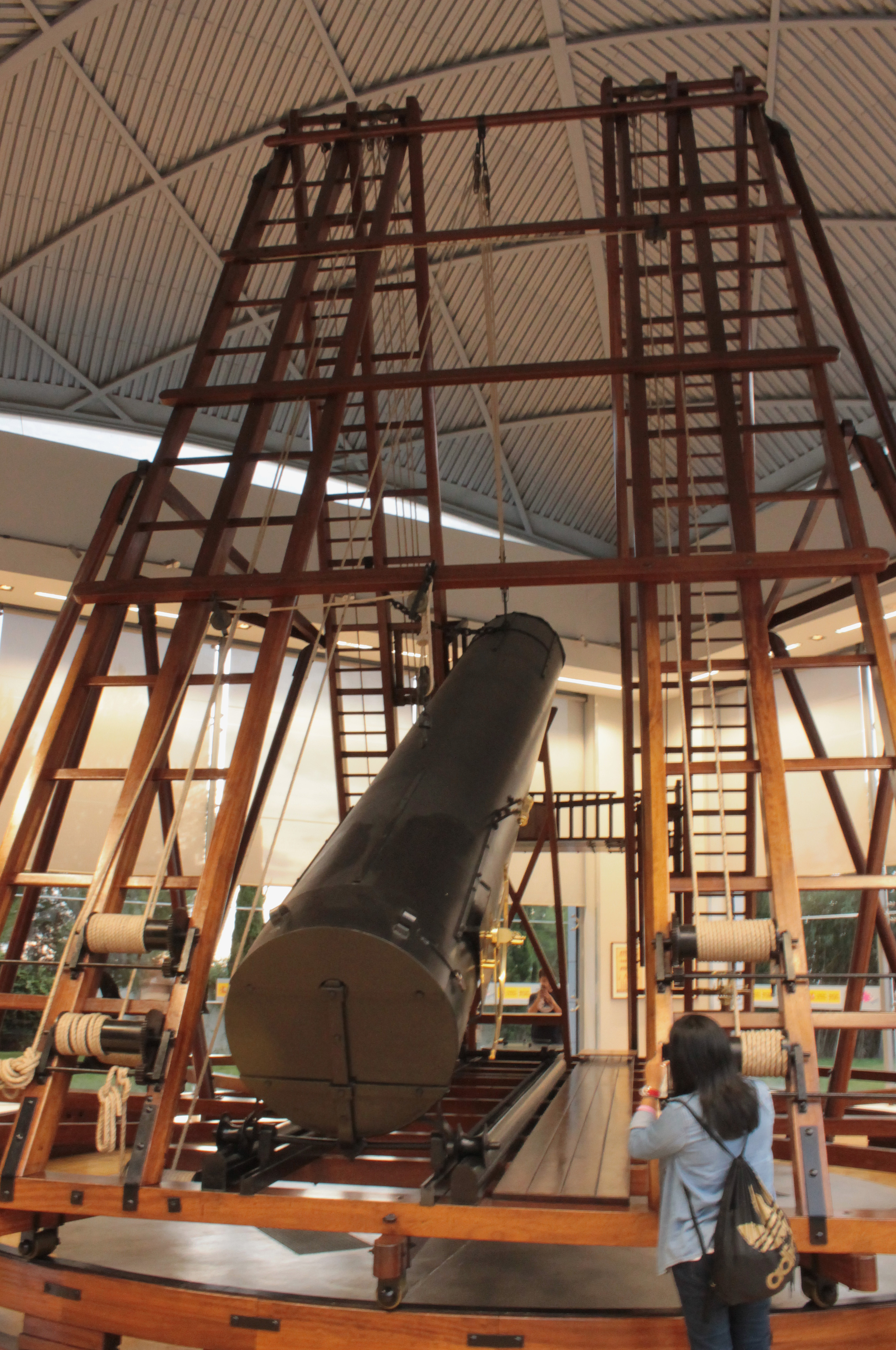
Télescope construit pour l'observatoire royal de Madrid (es) entre 1796 et 1802 (reconstruction).
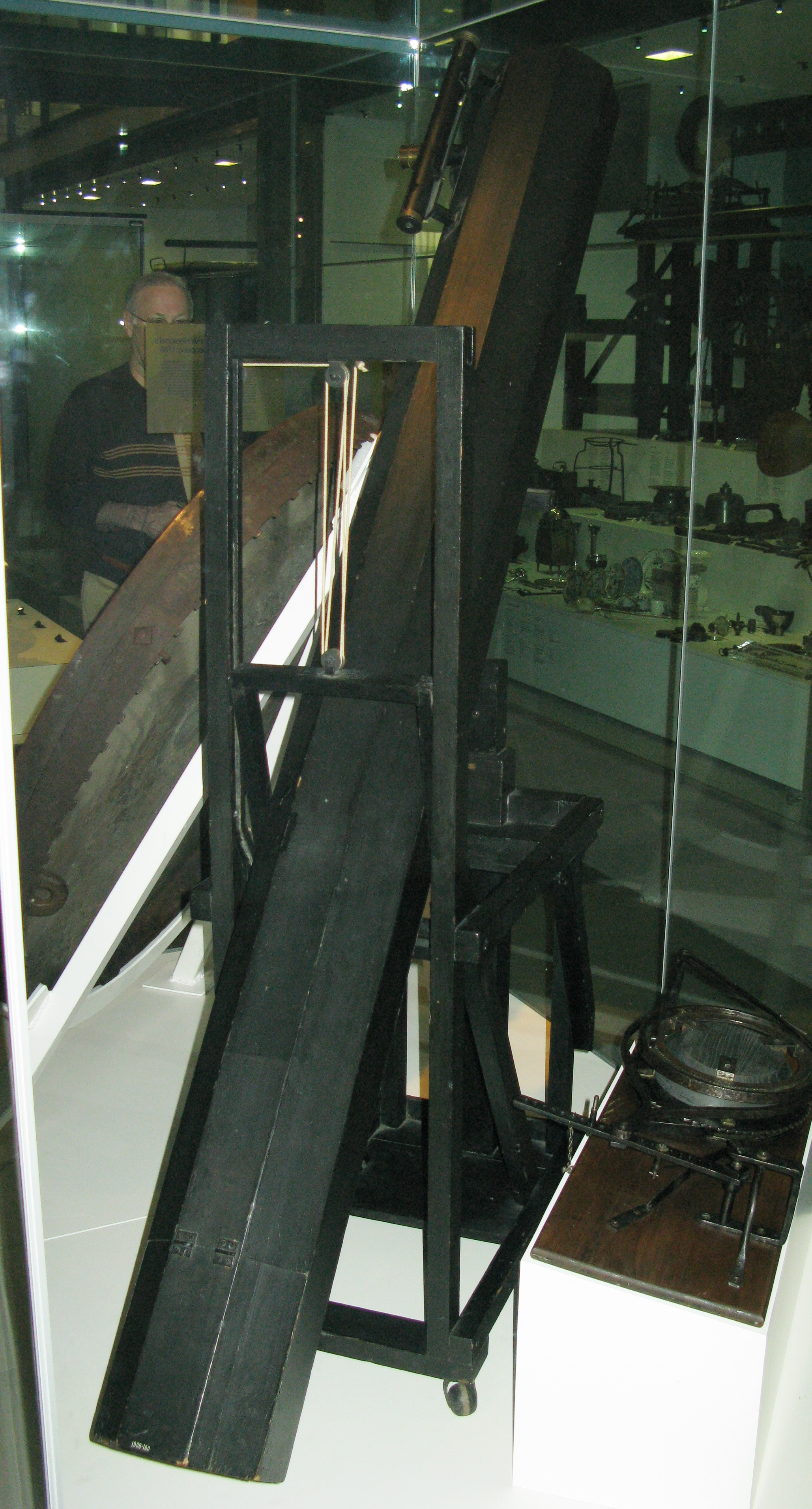
Télescope ayant appartenu à Caroline Herschel.

Herschel découvre très tôt que ses miroirs, qui sont faits de cuivre et d'étain, ont besoin d'un polissage soigné et continu juste après leur production. D'où des séances de polissage de seize heures ou plus, durant lesquelles c'est Caroline qui nourrit William.

### Musique
La musique de Herschel a été redécouverte une première fois dans les années 1990 et une seconde fois avec bonheur en 2003 par les London Mozart Players dans un disque consacré aux symphonies. Les quarantaines d'œuvres « galantes » de Herschel ont été composées entre 1759 et 1770 : 24 symphonies, une douzaine de concertos (violon, alto, hautbois, orgue), des sonates pour clavecin et de la musique religieuse. Un CD d’œuvres de Herschel interprétées à l'orgue par Dominique Proust a été publié en 1992.

#### Discographie
- London Mozart Players, Symphonies, Chandos [UPC:095115104828]Symphonies 2, 12 et 14, dirigées par Matthias Bamert.
- Dominique Proust[31], Pièces d'orgue de William Herschel, Imports, 2007 [UPC:3254872014185]
- Richard Woodhams et The Mozart Orchestra, « Concerto pour hautbois en do et Symphonie no 4 en mi bémol », dans Davis Jerome (dir.), Sir William Herschel — Music by the father of astronomy, Newport Classics, 1995

#### Partitions
- The oboe concertos of Sir William Herschel, coll. « Memoirs of the American Philosophical Society », vol. 225, 1998 178 p.  (ISBN 0871692252 et 9780871692252) — Comprend des partitions manuscrites.

## Honneurs et éponymie
- La Royal Society lui décerne la médaille Copley en 1781 ; c'est l'année même où il est élu fellow[3].
- En 1821, il devient le premier président de la Royal Astronomical Society.
- Le cratère martien Herschel (en) (14,9° S, 230,3° O, 304 km de diamètre) a été nommé en son honneur et en celui de son fils John.
- L'étoile Mu Cephei est aussi appelée l'étoile Grenat de Herschel ; il a le premier remarqué sa couleur[32].
- La médaille Herschel est décernée tous les 3 ans depuis 1974 par la Royal Astronomical Society.
- Une fenêtre le commémorant est inaugurée en 2001 dans l'église Saint-Laurent d'Upton-cum-Chalvey (en), où il est enterré[3].
- L'Agence spatiale européenne a nommé Herschel un satellite d'observation astronomique en infrarouge et submillimétrique[33],[34] lancé en 2009 par une fusée Ariane V depuis la Guyane.
- On appelle « télescope herschellien » un télescope où on incline le miroir primaire afin d'observer l'image directement dans une « cage d'observation » située en avant.
- L'astéroïde (2000) Herschel porte son nom.
- Il y a à Paris une rue Herschel, dans le 6e arrondissement, renommée en 2021 rue Caroline-et-William-Herschel.

#### Bases de données et dictionnaires
- Ressources relatives à la musique :   - International Music Score Library Project
  - Discogs
  - Grove Music Online
  - MusicBrainz
  - Muziekweb
  - Répertoire international des sources musicales
- Ressources relatives à la recherche :   - La France savante
  - Mathematics Genealogy Project
  - Scopus
- Ressources relatives aux beaux-arts :   - British Museum
  - National Portrait Gallery
- Ressource relative à l'astronomie :   - Biographical Encyclopedia of Astronomers
- Ressource relative à la santé :   - Bibliothèque interuniversitaire de santé
- Notices dans des dictionnaires ou encyclopédies généralistes :   - Britannica
  - Brockhaus
  - Den Store Danske Encyklopædi
  - Deutsche Biographie
  - Enciclopedia italiana
  - Enciclopedia De Agostini
  - Gran Enciclopèdia Catalana
  - Hrvatska Enciklopedija
  - Internetowa encyklopedia PWN
  - Nationalencyklopedin
  - Oxford Dictionary of National Biography
  - Proleksis enciklopedija
  - Store norske leksikon
  - Treccani
  - Universalis
  - Visuotinė lietuvių enciklopedija
- Notices d'autorité :   - VIAF
  - ISNI
  - BnF (données)
  - IdRef
  - LCCN
  - GND
  - CiNii
  - Espagne
  - Pays-Bas
  - Pologne
  - Israël
  - NUKAT
  - Catalogne
  - Australie
  - Norvège
  - Tchéquie
  - WorldCat